# Limnophila intonsa
Limnophila intonsa är en tvåvingeart som beskrevs av Alexander 1928. Limnophila intonsa ingår i släktet Limnophila och familjen småharkrankar. Inga underarter finns listade i Catalogue of Life.